# Repat Armenia
Fundación Repat Armenia (en armenio, "Վերադարձ Հայաստան" հիմնադրամ), es una organización no gubernamental, sin ánimo de lucro dedicada a promover la repatriación a Armenia y a apoyar la integración de personas y familias en la sociedad armenia.
Fundada en agosto de 2012, la organización opera con un personal a tiempo completo con sede en Ereván, junto con una red mundial de simpatizantes.

## Historia
Repat Armenia fue fundada en 2012 por 12 repatriados y diásporas con ideas afines. En un principio, la organización pretendía crear una plataforma informativa para ofrecer a los repatriados potenciales consejos prácticos sobre diversos aspectos de la repatriación y la integración. Con el tiempo, Repat Armenia evolucionó hasta convertirse en una institución con personal, que ofrece apoyo individualizado a quienes se plantean la repatriación.

## Servicios y programas

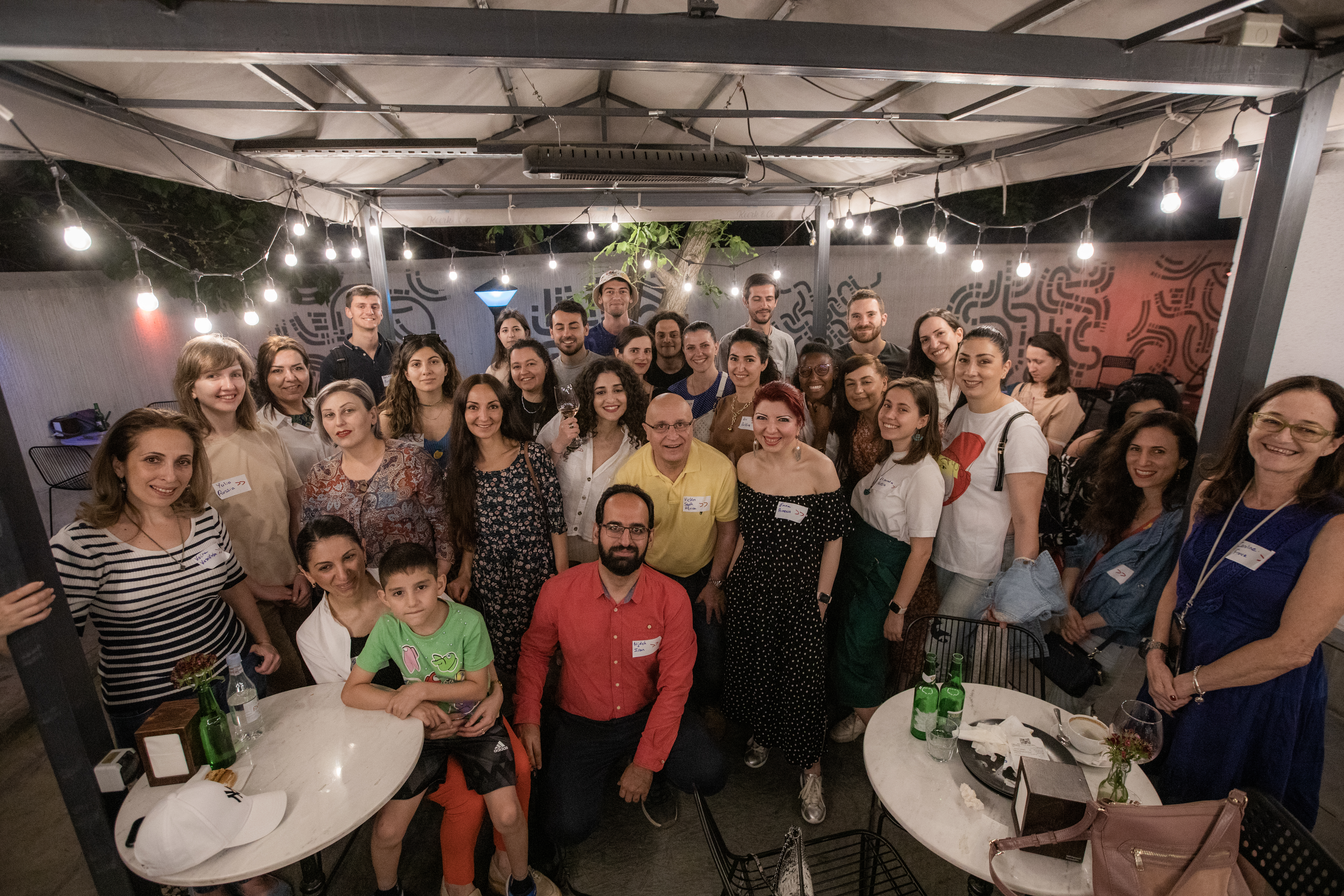
Reunión periódica de repatriados y expatriados en Ereván, abril de 2022

Repat Armenia ofrece una serie de servicios a quienes estén considerando la posibilidad de trasladarse a Armenia. Estos servicios incluyen consultas en línea y presenciales que presentan los programas y oportunidades previos a la repatriación, cubren temas de repatriación e integración, recursos de información sobre cómo mudarse, vivir y trabajar en Armenia, asistencia para el empleo, eventos de creación de redes y un programa de seguro médico dedicado para los miembros de la comunidad.

### Programas implementados

#### Imagine Armenia Forums (2012 - presente)
Repat Armenia ha organizado más de 20 foros “Imagina Armenia” en las principales comunidades armenias de la diáspora de todo el mundo, como Boston, Moscú, Kiev, Toronto, Montreal, Tiflis, París y Teherán, entre otras. Las comunidades armenias han tenido la oportunidad de conocer las experiencias de repatriados, diferentes organizaciones y empresas que han tenido éxito en Armenia. Durante los foros, el público aprendía más sobre las oportunidades de voluntariado y profesionales para trabajar y ganar experiencia en Armenia.

#### Siramark Business Directory (2016-2019)
En 2016, Repat Armenia creó una plataforma en Internet que permitía a los usuarios encontrar rápidamente información sobre la amplia gama de restaurantes, tiendas y cafés propiedad de armenios de Siria en Ereván. También permitió a los propietarios de negocios sirios ampliar su clientela y desarrollar una base de clientes mejor y sostenible. Además de la información básica de contacto y ubicación, el perfil de cada negocio incluye una historia personal sobre el fundador y director general, reforzada con fotos y/o vídeos sobre cada uno para convertirlo realmente en un directorio multimedia. Más de 1.000 armenios de Siria participaron en este proyecto.

#### Repat Start Up (2019)
El Programa de Mentores “Repat Start Up” ayudó a personas innovadoras dispuestas a poner en marcha un nuevo proyecto que tuviera impacto directamente en el desarrollo de Armenia. Los participantes recibieron tutoría profesional individualizada adaptada a sus necesidades, y el programa cubrió el coste del alquiler de un espacio de coworking durante un año completo. Además, el programa proporcionó asistencia empresarial, jurídica y contable, así como asistencia en marketing y relaciones públicas en forma de actos de encuentro, contenidos en el sitio web de Repat Armenia y entrevistas con diferentes medios de comunicación, así como la creación de redes introductorias con profesionales de Armenia y la diáspora․

#### Armenia Works 4U (2021-2022)

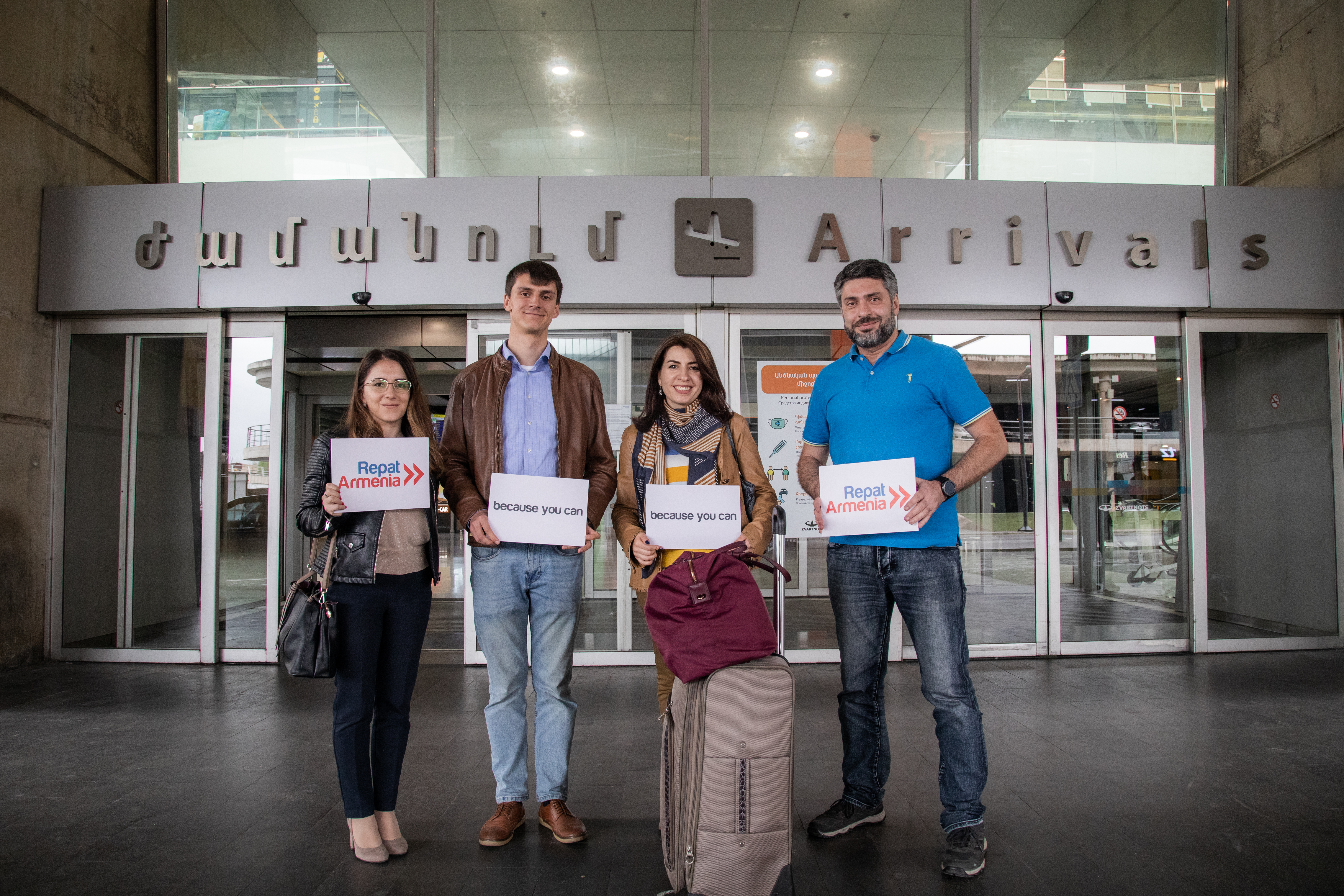
Reunión con los participantes del programa Armenia Works 4U en el Aeropuerto Internacional de Zvartnots, mayo de 2022

La Fundación Repat Armenia implementó con éxito un programa piloto "Armenia Works 4U" a finales de 2021 para la repatriación profesional de armenios libaneses. El 80% de los repatriados en el marco de este programa continuaron su carrera profesional en Armenia. Dado el creciente interés en la repatriación y su excepcional importancia para el fortalecimiento de la Madre Patria, el programa se amplió para los armenios que viven en Rusia, Ucrania y Bielorrusia en la primavera de 2022. El programa está actualmente en suspenso.

#### Cursos gratuitos de idioma armenio (2023)
Los cursos gratuitos de armenio de Repat Armenia están diseñados para la integración social y profesional de los repatriados recientes en Armenia:
- Armenio elemental para repatriados rusoparlantes
- Armenio elemental para repatriados anglófonos
- Armenio intermedio
- Curso de adaptación del armenio occidental al armenio oriental

## Impacto
La organización cuenta con una comunidad de más de 12.000 miembros, entre repatriados y expatriados de diversos países, así como armenios de la diáspora. Anualmente recibe unas 1.000 solicitudes de repatriación y ayuda a la integración, con solicitantes de muy diversos orígenes y nacionalidades.

### Guía de repatriación a Armenia.
Desde 2021, Repat Armenia publica una completa guía para repatriados que ofrece información práctica y orientación sobre diversos aspectos de la mudanza, la vida y el trabajo en Armenia. La guía abarca temas como la obtención de la ciudadanía y la residencia, el traslado de pertenencias, el registro de una dirección, la obtención de un número de la seguridad social, la matriculación en escuelas, la apertura de cuentas bancarias, la obtención de un seguro médico y la búsqueda de alojamiento. Está disponible en inglés, ruso y francés.